# Philip Zelikow
Philip D. Zelikow (ur. 21 września 1954) – amerykański dyplomata.

## Życiorys
Ukończył University of Redlands (licencjata w dziedzinie historii i nauk politycznych), następnie  University of Houston Law Center, oraz na Tufts University. W latach 1984–1985 był adiunktem w dziedzinie bezpieczeństwa narodowego w Naval Postgraduate School.

## 9/11 Commision
Pełnił funkcję przewodniczącego komisji (tzw. 9/11 Commision) badającej przebieg,okoliczności i przyczyny dojścia do zamachu terrorystycznego na WTC oraz powody nieoczekiwanego zawalenia się tak obu wież WTC 1 i WTC 2 jak i mniej znany fakt identycznego zawalenia się sąsiadującego wysokościowca WTC 7. Autor projektu regulacji dla Biura Bezpieczeństwa Narodowego w rządzie G.W.Busha, strategii wojennej, która doprowadziła do wojny z Irakiem, także bliski przyjaciel Condolezzy Rice. Postać, która wzbudziła wiele kontrowersji "stylem" prowadzania dochodzeń komisji badającej katastrofę - zgodą na stawiane przez G.W.Busha i D.Cheny'ego kontrowersyjne warunki ich przesłuchiwania w tej sprawie: na dopuszczenia do zeznawania wyłącznie tylko razem, bez złożenia przysięgi, prasa i rodziny ofiar nie były dopuszczone, nie wolno było nagrywać ani w żaden sposób rejestrować spotkania, nie wolno było zapisywać. Dodatkowe kontrowersje wybudziły jego wybór kryteriów kwalifikowaniu materiału jako dowodowy wyłącznie pod warunkiem absolutnej jednomyślność komisji.